# Encalypta brevicollis
Encalypta brevicollis là một loài rêu trong họ Encalyptaceae. Loài này được Bruch & Schimp. Ångström mô tả khoa học đầu tiên năm 1844.